# جون توغارو
جون توغارو (باليابانية: 戸苅 淳) (مواليد 24 مايو 1968)، هو لاعب كرة قدم ياباني سابق كان يلعب كمدافع. انضم إلى دوري كرة القدم للمحترفين الياباني أوراوا ريد دايموندز في أبريل 1992. لم تكن له هناك فرصة للمشاركة في الفريق الأول، تقاعد في يناير 1993.